# كاسا ديبوست اي بريستيتي
كاسا ديبوست اي بريستيتي (CDP) هو بنك استثماري إيطالي بارز تأسس عام 1850 في تورينو.
تعتبر المؤسسة الإيطالية الترويجية الرئيسية للتنمية الاقتصادية من خلال الاستثمارات طويلة الأجل على المستوى المحلي والإقليمي والوطني وتعمل كذراع الحكومة لتنفيذ مهام السياسة العامة.
وهي من بين المؤسسين (مع كاسا دي ديبوست وبنك الائتمان لإعادة الإعمار وبنك الاستثمار الأوروبي) لنادي المستثمرين طويل الأجل، وهي مجموعة تجمع 18 مؤسسة مالية رئيسية ومستثمرين مؤسسيين من جميع أنحاء العالم بشكل رئيسي من دول مجموعة العشرين.
بعد توحيد إيطاليا ، في عام 1863 تم إعادة هيكلتها وانتقل المقر إلى روما؛ تم تشكيلها في شكلها الحالي كشركة مساهمة في 12 ديسمبر 2003. 83٪ من رأس المال مملوك لوزارة الاقتصاد والمالية الإيطالية، و 16٪ مملوكة من قبل مؤسسات مصرفية مختلفة، بينما 1٪ المتبقية في أسهم الخزينة. يعد البنك اليوم ثالث أكبر بنك إيطالي وفقًا لقيمة إجمالي الأصول المملوكة للمجموعة (حوالي 425 مليار يورو في 2018).

## روابط خارجية
- الموقع الرسمي